# Käru församling
Käru församling (estniska: Käru kogudus) är en församling som tillhör Järva kontrakt inom den Estniska evangelisk-lutherska kyrkan. Församlingen omfattar Käru kommun i landskapet Raplamaa.

## Större orter
- Käru (småköping)